# Roger Bonnard (peintre)
Pour les articles homonymes, voir Roger Bonnard et Bonnard.
Roger Bonnard (né le 16 septembre 1947 à Rouen) est un peintre français.

## Biographie
Roger Bonnard fait un apprentissage de réparateur et monteur de systèmes frigorifiques en France en 1964. Son amour pour une citoyenne de la République démocratique allemande l'incite à déménager dans cet état en 1970. Il y travaille comme ajusteur, tourneur et interprète. De 1981 à 1986, il étudie la peinture et le graphisme à l'École des beaux-arts de Dresde auprès de Gerhard Kettner. Il fait son mémoire de diplôme avec des lithographies en couleurs qui sont des illustrations pour Les Fleurs du mal de Charles Baudelaire. L'œuvre reçoit la médaille de bronze à la Biennale de Brno en 1988. De 1986 à 1987, Bonnard est étudiant en maîtrise auprès de Horst Schuster à Dresde. Pour son travail de classe de maîtrise, il crée des lithographies en couleur pour Le Bateau ivre d'Arthur Rimbaud. Il participe à l'exposition des artistes de la RDA 1987-1988. De 1998 à 2000, Bonnard enseigne le dessin d'après nature à l'École des beaux-arts de Dresde.
Bonnard travaille en indépendant à Weimar et Sainte-Maure-de-Touraine.